# Pedro Barros
Pedro de Silva Barros (Florianópolis, 16 de març de 1995) és un patinador de monopatí i empresari brasiler.
Nascut al barri de Rio Tavares de la capital de Santa Catarina, Pedro va créixer sota la influència constant de l'skateboard en la seva vida, afirmant haver tingut el seu primer contacte amb l'esport a l'edat d'un any. Va començar a cridar atenció des d'aviat. Amb 14 anys va pujar per primera vegada al podi en una edició dels X Games a Los Angeles en la modalitat Skate Vertical Amateur, el que seria només el començament d'una relació d'èxit amb aquesta competició, on ha conquerit 10 medalles en la modalitat de parc, esdevenint el patinador amb més podis en tots els temps.
El 2021 va integrar la delegació brasilera que va participar en el debut olímpic del monopatí, als Jocs de Tòquio. Al parc d'Ariake, va passar la ronda de classificació amb una nota de 77,14, la quarta millor del dia. En la final de la modalitat, va completar una volta amb puntuació de 86,14, nota que li va rendir la segona posició i la medalla de plata.
A més de la seva carrera esportiva, Barros ha destacat per haver entrat en el negoci de la restauració, creant la marca LayBack, i organitzant activitats de caràcter social a Florianóplis, acostant la pràctica del monopatí als barris més humils de la ciutat.
- Als Jocs Olímpics d'Estiu de 2020